# Agrilus samoensis
Agrilus samoensis es una especie de insecto del género Agrilus, familia Buprestidae, orden Coleoptera.
Fue descrita científicamente por Blair, 1928.